# Holger Pedersen (Gissemand)
 For alternative betydninger, se Holger Pedersen. (Se også artikler, som begynder med Holger Pedersen)
Edvard Eilert Holger "Gissemand" Pedersen (født 19. maj 1888 i København, død 6. november 1930 i Odense) var en dansk komiker og skuespiller.
Han begyndte i urmagerlære, men debuterede 1909 i stykket Lille Nitouche på Nørrebros Teater. I 1912 kom hans gennembrud som "Gissemand" i farcen Zebraen – en rolle der blev så stor en personlig succes at han siden aldrig hed andet – eftersigende til sin egen store fortrydelse. Allerede i 1911 fik han dog succes med revyvisen "Au-Au-Augusta".
I 1917 medvirkede han i Randers Revyen hos Ludvig Nathansen, hvor han sang "Den gamle varieté" og "Min kones mand".
Han optrådte nogle år på kabaretscener i Norge og Sverige – og spillede på Frederiksberg Morskabsteater, i provinsen og på Nørrebros Teater inden han fra 1919 og til sin alt for tidlige død blev hovedkraft på Apolloteatret.
Udover optrædener som sceneskuespiller medvirkede han i et stort antal stumfilm.
Han var storebror til forfatterinden Karla Frederiksen, som skrev en biografisk roman om ham.

## Optrædener i film (udvalg)
- Vidundercigaren (1909)
- Meyer og Frue paa Lystrejse (1910)
- København ved Nat (1910)
- Naar Katten er ude (1910)
- Hittebarnet (1910)
- Københavnerliv (1911)
- Hotelmysterierne (1911)
- Den afbrudte Bryllupsnat (1911)
- Carl Alstrup ved Skomagerlæsten (1911)
- Edith (1912)
- Gøglerens Elskov (1912)
- Kun en Tigger (1912)
- En slem dreng (1912)
- Gissemand søger en Kone (1913)
- Svømmeren (1913)
- Bøffen og Bananen (1913)
- Mælkedrengen paa sjov (1914)
- Svindlere (1914)
- Skorstensfejeren kommer i Morgen (1914)
- Gissemands Kærlighedshistorie (1914)
- Den skønne Ubekendte (1915)
- Gissemand maa ikke gifte sig (1915)
- Gissemand paa Kærlighedsstien (1917)
- Den forelskede Gullaschbaron (1917)
- Den sidste Dans (1923)
- En Kæreste for meget (1924)
- Københavns Sherlock Holmes (1925)
- Klovnen (1926)
- Den Sørgmuntre Barber (1927)